# Ampelocalamus yongshanensis
Ampelocalamus yongshanensis là một loài thực vật có hoa trong họ Hòa thảo. Loài này được Hsueh f. & D.Z.Li mô tả khoa học đầu tiên năm 1987.